# Tarachidia albimargo
Tarachidia albimargo là một loài bướm đêm trong họ Noctuidae.